# Armand Dufrénoy
Ours-Pierre-Armand Petit-Dufrénoy (Sevran, 5 de septiembre de 1792-París, 20 de marzo de 1857) fue un geólogo y mineralogista francés.
Fue laureado con la medalla Wollaston de 1843, concedida por la Sociedad Geológica de Londres. Fue elegido presidente de la Sociedad geológica de Francia en  1837.